# プレシャスサンデー
『プレシャスサンデー』は、TBSラジオで毎週日曜の朝に放送されていた情報・ワイド番組のシリーズである。
正式な番組名は『（パーソナリティの名前） プレシャスサンデー』だった。

## 概要
女性パーソナリティ自身のフリートークなどの他に、時間・内容ともさまざまなミニ番組（フロート番組）を内包している。ミニ番組の放送状況によってパーソナリティの出演時間が変化する。開始当初の江口ともみ時代は5時台前半やエンディングのフリートーク以外はミニ番組やニュース・天気予報・交通情報で占められていた。2018年10月時点において笹川友里が出演する時間は自身が出演しているミニ番組を含めると3時間45分の放送時間内で実質3時間15分程度になっている（歴代パーソナリティの出演時間については後述）。
JRN系列全国ネット番組『地方創生プログラム ONE-J』の開始に伴い編成が大改革されたため、2021年3月28日の放送をもって終了。18年半の歴史に幕を下ろした。

## 正式番組名・パーソナリティ・担当期間・出演時間
豊田綾乃以降、放送時点でパーソナリティは東京放送→TBSテレビのアナウンサーが担当。
| 代 | 正式番組名                    | パーソナリティ | 担当期間                       | 放送時間  | 出演時間      |
| -- | ----------------------------- | -------------- | ------------------------------ | --------- | ------------- |
| 初 | 江口ともみ プレシャスサンデー | 江口ともみ     | 2002年10月13日 - 2004年3月28日 | 3時間15分 | 1時間程度     |
| 2  | 豊田綾乃 プレシャスサンデー   | 豊田綾乃       | 2004年4月4日 - 2007年9月30日   | 3時間20分 | 2時間程度     |
| 3  | 山田愛里 プレシャスサンデー   | 山田愛里       | 2007年10月7日 - 2008年3月30日  | 3時間20分 | 2時間30分程度 |
| 4  | 新井麻希 プレシャスサンデー   | 新井麻希       | 2008年4月6日 - 2010年10月3日   | 3時間50分 | 3時間程度     |
| 5  | 久保田智子 プレシャスサンデー | 久保田智子     | 2010年10月10日 - 2011年10月2日 | 3時間50分 | 3時間程度     |
| 6  | 岡村仁美 プレシャスサンデー   | 岡村仁美       | 2011年10月9日 - 2012年9月30日  | 3時間50分 | 3時間程度     |
| 7  | 吉田明世 プレシャスサンデー   | 吉田明世       | 2012年10月7日 - 2013年9月29日  | 4時間     | 3時間程度     |
| 8  | 林みなほ プレシャスサンデー   | 林みなほ       | 2013年10月6日 - 2014年3月30日  | 4時間     | 3時間程度     |
| 8  | 林みなほ プレシャスサンデー   | 林みなほ       | 2014年4月6日 - 2015年3月29日   | 2時間50分 | 2時間25分程度 |
| 9  | 笹川友里 プレシャスサンデー   | 笹川友里       | 2015年4月5日 - 2018年5月27日   | 3時間55分 | 2時間55分程度 |
| 9  | 笹川友里 プレシャスサンデー   | 笹川友里       | 2018年6月3日 - 同年9月30日     | 3時間45分 | 2時間55分程度 |
| 9  | 笹川友里 プレシャスサンデー   | 笹川友里       | 2018年10月7日 - 2019年3月31日  | 3時間45分 | 3時間15分程度 |
| 10 | 山形純菜 プレシャスサンデー   | 山形純菜       | 2019年4月7日 - 同年9月29日     | 3時間55分 | 3時間10分程度 |
| 10 | 山形純菜 プレシャスサンデー   | 山形純菜       | 2019年10月6日 - 2020年3月29日  | 3時間55分 | 2時間30分程度 |
| 10 | 山形純菜 プレシャスサンデー   | 山形純菜       | 2020年4月5日 - 同年6月28日     | 3時間35分 | 1時間50分程度 |
| 10 | 山形純菜 プレシャスサンデー   | 山形純菜       | 2020年7月5日 - 同年9月27日     | 2時間30分 | 1時間30分程度 |
| 10 | 山形純菜 プレシャスサンデー   | 山形純菜       | 2020年10月4日 - 同年12月27日   | 3時間     | 2時間程度     |
| 10 | 山形純菜 プレシャスサンデー   | 山形純菜       | 2021年1月3日 - 同年3月28日     | 2時間30分 |               |

## その他のスタジオ出演者

### 気象予報士
全員ウェザーマップ所属（その後退社した者を含む）
- 元井美貴（2003年4月 - 2007年5月27日、2008年4月? - 同年9月28日）
- 美濃岡洋子（2007年6月3日 - 同年9月30日）
- 佐々木聡美（2007年10月7日 - 2008年3月30日、同年10月 - 2009年6月28日）
- 小野塚千恵（2008年10月 - 2009年2月、2010年9月26日 - 2013年12月29日）
- 知念有美（2009年7月5日 - 2010年9月19日）
- 山岸朋美（2014年1月5日 - 2015年9月27日、2017年4月9日 - 同月23日）
- 長谷部愛（2015年10月4日 - 2017年4月2日、同年4月30日 - 2021年3月28日）

### 代役出演者
全員出演時、東京放送→TBSテレビアナウンサー
- 海保知里（2006年9月10日、豊田が夏休みのため）
- 久保田智子（2007年4月8日、豊田の体調不良による休みのため）
- 外山惠理（2008年8月24日、新井の代役）
- 岡村仁美（2009年11月15日、新井の代役／2010年12月12日、久保田のホノルルマラソン出場のため）
- 江藤愛（2012年8月12日、岡村の夏休みのため／2013年9月22日、吉田の夏休みのため）
- 小林悠（2014年3月9日、林の沖縄出張[2]のため）
- 古谷有美（2014年11月9日、林の休暇による代役）
- 出水麻衣（2015年8月23日、笹川の夏休みのため）
- 宇内梨沙（2016年10月2日、笹川の夏休みのため）
- 宇垣美里（2017年9月3日、笹川の夏休みのため／2018年4月22日、笹川の結婚披露宴の準備のため）
- 小林由未子（2018年9月16日、笹川の夏休みのため）
- 上村彩子（2018年12月9日、笹川の代役）
- 良原安美（2019年11月3日、山形の夏休みのため）
- 宇賀神メグ（2020年9月6日、山形の夏休みのため）

## 放送時間
毎週日曜 6:00 - 8:30（日本標準時、2021年3月の放送終了時点）
- 2002年10月の『江口―』開始当初は『牟田悌三・あなたのための税金相談』の放送時間が8:15 - 8:30だったため放送時間も5:00 - 8:15だった。
- 2004年4月4日より『牟田―』が8:20開始となったため、5:00 - 8:20に5分拡大、
- 2009年4月12日より5:00 - 8:50に30分拡大。
- さらに2012年10月7日より5:00 - 9:00に10分拡大し最大となる4時間番組に。
- しかし、2014年4月6日より番組史上初の放送時間短縮に踏み切り、6:00 - 8:50となる。
- 2015年4月からは『全国こども電話相談室・リアル!』の枠を吸収し、6:00 - 9:55となる。
- 2018年6月 - 2019年3月は、『はしのえみ トライ!ファミリー!』放送のため、6:00 - 9:45に10分短縮。
- 2020年4月からは6:00 - 9:35に20分短縮。
- 2020年7月からは6:00 - 8:30に65分短縮。これにより番組史上最短時間となる2時間半番組に。
- 2020年10月からは6:00 - 9:00に30分拡大。
- 2021年1月からは6:00 - 8:30に30分短縮。これにより再び2時間半番組に。

### 2021年1月時点の主なコーナー
- こども音楽コンクール（6:10 - ）
プレシャスサンデー開始時から内包。2014年3月までは6:00からの放送。
- TBSラジオレビュー（毎月第4日曜日・6:45 - ）
2014年3月までは5時台に放送。
- プレシャス・エンターテイメント（7:02頃 - 7:18頃）
ゲストを迎えてのトークコーナー。ゲストは生出演ではなく事前収録。2020年6月までは9時台に放送。2020年10月 - 12月は8:30 - 8:42頃にも第2部として放送されていた。
- 石川實 DAIRY LIFE 第2期（出演：石川實、7:40 - 7:55）
2016年10月2日放送再開。
- コスモ石油プレゼンツ ママとパパのごきげんドライブ（出演：照英、笹川友里→小倉弘子→笹川友里（いずれもTBSテレビアナウンサー）、8:15頃 - 8:27頃）
2017年10月放送開始。2019年9月までは8:30頃からの放送。
- その他、TBSニュース・交通情報・天気予報やTBSラジオショッピング、聴取者からのメッセージ紹介等も放送される。またTBSニュースはニュースデスクではなく当番組のパーソナリティが担当している。

## 放送終了以前に放送されていたミニ番組
- メイコのいきいきモーニング（出演：中村メイコ・神津カンナ、2002年10月 - 2010年3月、7:37ごろ - 、WAM基金提供）
  - 放送開始は1991年10月。
- 牧太郎の「ザ・コラム」（出演：牧太郎、2002年10月 - 2011年10月2日、一時期を除き東京電力提供）
- 石坂浩二・歴史紀行（2002年10月 - 2003年9月、5:30ごろ - ）
  - 共演者にはTBSアナウンサーの長峰由紀。
- バックグラウンド・ミュージック（出演：若山弦蔵、2002年10月 - 2003年9月、6:30ごろ - 7:30ごろ）
  - 毎週日曜日の朝10時台に長年放送されていた番組が、上記の期間は当番組の1コーナーとして放送されていた。1時間番組の内包は珍しいことであった。
  - 当時の新聞の番組表には掲載されていないか、あっても「▽若山弦蔵」としか書かれていなかった。
  - 1年で独立した番組（正午からの1時間）に戻る。2009年3月に番組は終了。
- 美輪明宏 薔薇色の日曜日（2003年10月 - 2020年3月29日、7:05 - ）
- サンデーエグゼクティブ倶楽部（2003年10月? - 2004年3月?、6:40ごろ - ）
- 宮崎美子のみんながほっと介護保険（中国放送制作、2003年10月 - 同年12月、5:30ごろ - ）
- 村田昭治のリラックス×2 （読み方は「リラックス・リラックス」、2002年10月 - 2006年3月、7:30ごろ - ）
  - 1998年10月に独立番組としてスタート。その後、前番組『中村尚登 ニュースプラザ』日曜版の1コーナーを経て引き続き放送されていた。共演者にはTBSアナウンサーの長岡杏子。
- 野沢雅子がよむこどもの詩 きのう・きょう・ずーっとあした（放送時期不明、5:45ごろ - ）
  - 2005年4月から2年間は、独立番組として9:55 - 10:00に放送されていた。
- ラジオ朗読版「なぜ生きる」（2004年ごろ、5時台に放送、1万年堂出版提供）
  - HBC・CBC・KBS京都・RKBなど各局では15分の独立番組として放送された。
  - 2004年の放送でハプニングが起きた（詳細は「TBSラジオ珍プレー好プレー大賞」を参照）。
- DHCドリームプロジェクト〜はなわ・こんのひとみ 夢をかなえよう（2006年4月 - 2018年9月、8:00 - ）
- 大正琴こころのメロディー（出演：渡辺美香（CBCアナウンサー）、2006年10月 - 2013年3月、5:30 - 5:40、CBCラジオ制作）
  - 2006年9月までは土曜朝5時台の単独番組として放送。
  - 2013年4月以降、CBC東海ローカルで放送。2014年3月に番組は終了。
- 大沢悠里のゆうゆうサンデー（ - 2008年3月、7:13ごろ - ）
- Dr.佐藤の人生健康学プラスワン（ - 2008年9月、5:25ごろ - 、日本アムウェイ提供）
- 国明の心と体、まるごと健康（出演：清水国明、2008年10月 - 2009年3月、5:40ごろ - ）
- TOTOリモデル 住まいの何でも大事典（出演：柳井麻希、2004年4月 - 2009年3月、6:40ごろ - 、TOTO提供）
- 日曜 朝です!山田の森宅配便（出演：山田雄・森靖子、2009年4月 - 同年9月、5:15ごろ - ）
- 正しく知ろう、リウマチ治療の現在（出演：長峰由紀ほか、2009年9月、7:13ごろ - 、中外製薬提供）
- 日曜は自転車ですごそう!（2009年7月 - 2010年3月、8:13ごろ - 、JKA提供）
  - 後半に疋田智の出演するコーナーが設けられていた。
- ラジオ朗読版「歎異抄をひらく」（出演：鈴木弘子ほか、、5:15ごろ - 、1万年堂出版提供）
  - 初回放送・2009年10月 - 2010年4月
  - リピート放送（または続編）・2011年10月 - 2012年9月
- 10分の幸せものがたり（出演：市毛良枝、2009年10月 - 2011年3月、7:13ごろ - 、大鵬薬品提供）
- これであんしん 夢のマイホーム（出演：久保純子ほか、2011年3月、8:15ごろ - ）
- 井森美幸のググッとぐんま（出演：井森美幸、8:30ごろ - ）
  - 第1期は2010年10月10日 - 2011年10月2日。第2期は2012年4月 - 2016年9月25日。群馬県および同県有力企業各社提供。2015年9月まで7:30ごろからの放送。
- ラジオ朗読版「光に向かって100の花束」（出演：鈴木弘子ほか、2010年10月 - 2011年4月、5:15ごろ - 、1万年堂出版提供）
- 岩本初恵のハッピートーク（2009年8月 - 2011年9月、6:40ごろ - ）
- ゆきねえと考えよう!親子のキズナ応援ラジオ（出演：兵藤ゆき、CBCラジオ制作）
  - 2012年5月でネット終了。
- まち子・香緒里の艶歌物語（出演：北野まち子・上杉香緒里） 
  - 2012年9月で終了。
- 今日よりちょっといい、明日を（出演：柳井麻希、2010年10月 - 2014年3月、5:40ごろ → 6:35ごろ → 5:15ごろ - ）
  - 2010年9月までは土曜朝5時台の単独番組として放送。
- 遊学舎でいこう!（2010年10月 - 2014年3月、5:25ごろ - ）
  - 2010年9月までは土曜朝5時台の単独番組として放送。また、番組終了とともにTBSラジオが12年余り運営してきたコミュニティ・サークル「遊学舎」自体も2014年3月末で活動終了。
- 100歳の詩人柴田トヨ 「くじけないで」（2012年4月 - 2013年3月、8:25ごろ - ）
- これからのマイライフストーリー（出演：小笠原亘（TBSテレビアナウンサー）・市川愛（葬儀相談員）、2013年8月 - 12月、8:45ごろ - ）
  - 2014年1月以降、「たまむすび」金曜14時台に放送。
- 読書風景（出演：本のソムリエ・団長、2013年 - 2014年3月、5:43ごろ - ）
- PLAZAプレシャススタイル（2013年7月 - 2014年9月、7:15 - ）
  - 2014年3月までは8時台に放送。
- かごしま茶・チャ・チャ（出演：宮下純一・安田敬一郎、2014年4月 - 9月、8:34 - ）
- 鹿児島お茶大使・宮下純一のかごしま茶チャチャ（出演：宮下純一・武田みどり、2015年4月 - 9月、8:34 - ）
  - 2013年まで「たまむすび」水曜14時台にて放送されていた「ほっと一息 かごしま茶」の後継企画。
- 石川實 DAIRY LIFE 第1期（出演：石川實、2015年10月4日- 2016年6月26日、7:40 - 7:55）
- Dr. 松永の聞こえるクリニック（出演：吉川美代子、2015年4月 - 2016年6月、8:50 - ）
  - 2011年4月 - 2015年3月までは単独番組として放送。
- 都民ニュース（2009年4月12日 - 2017年3月26日、8:40 - ）
  - 現在は「爆笑問題の日曜サンデー」内で放送。
- 鈴木聖奈のエンタメバックステージツアー（出演：鈴木聖奈、2016年7月 - 2018年3月、8:45 - ）
  - 2018年4月より日曜未明（土曜深夜）0:30 - 1:00に「鈴木聖奈 LIFE LAB 〜○○のおじ様たち〜」を放送。
- サラダトーク お仕事カフェ（出演：倉森ひとみ、朝日放送ラジオ制作、9:25 - ）
  - TBSラジオでは2014年10月ネット開始、2015年3月までは単独番組として放送。2018年3月に番組自体か終了。
- 辻井いつ子の今日の風、なに色?（出演：小倉弘子→長岡杏子（いずれもTBSテレビアナウンサー）、2015年4月 - 2018年9月、7:15 - ）
- BOAT RACE戸田 presents ハライチ岩井 ダイナミックなターン!（出演：岩井勇気（ハライチ）、宇賀神メグ（TBSテレビアナウンサー）、2019年10月6日 - 2020年3月29日、9:35 - 9:50）
  - 2020年4月5日より同時間に単独番組として放送。その後同年7月5日からは5分繰り上げ（9:30 - 9:45）て放送。
- ジャパネット presents 「今を生きる楽しさ」を! （出演：片桐千晶、2019年10月 - 2020年6月、8:30 - 9:00）
  - 2020年7月5日より9月27日まで同時間に単独番組として放送。
- Changeの瞬間 〜がんサバイバーストーリー〜（出演：八木早希、朝日放送ラジオ制作、2020年4月 - 2020年6月、7:03 - 7:18）
  - 2020年7月5日より日曜9:45 - 10:00に単独番組として放送。
- エンタメSunday（出演：TBSアナウンサー(月替わりで交代)、2020年10月4日 - 2020年12月、8:45頃 - 8:55頃）